# Hermann Gocht (Mediziner)
Hermann Gocht (* 3. Februar 1869 in Köthen (Anhalt); † 18. Mai 1938 in Schkopau) war ein deutscher Orthopäde und Hochschullehrer. Er verfasste 1898 das erste Lehrbuch der Röntgenuntersuchungen.

## Leben

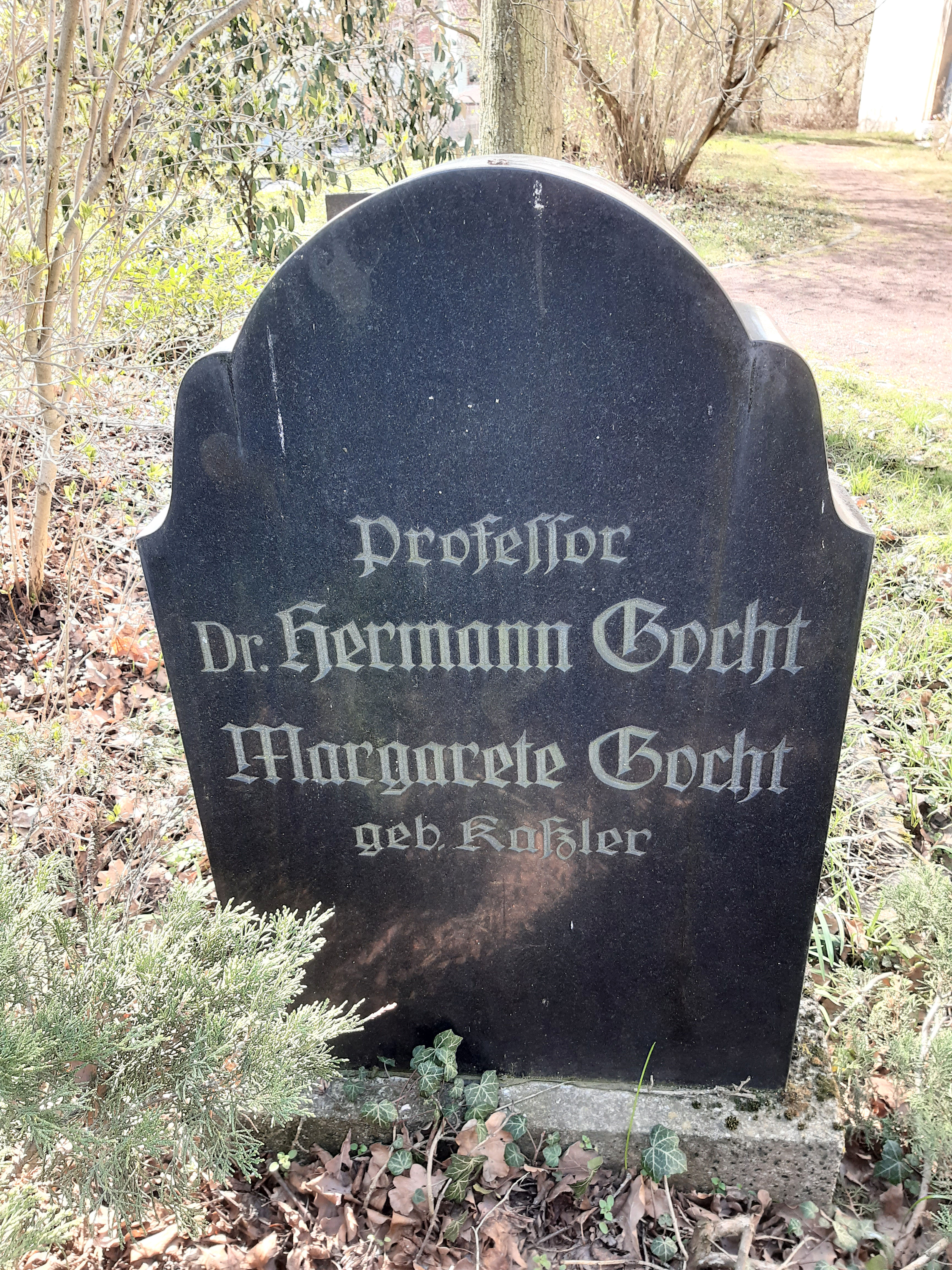
Grab Hermann Gochts und seiner Frau auf dem Friedhof der Evangelischen Kirche in Schkopau

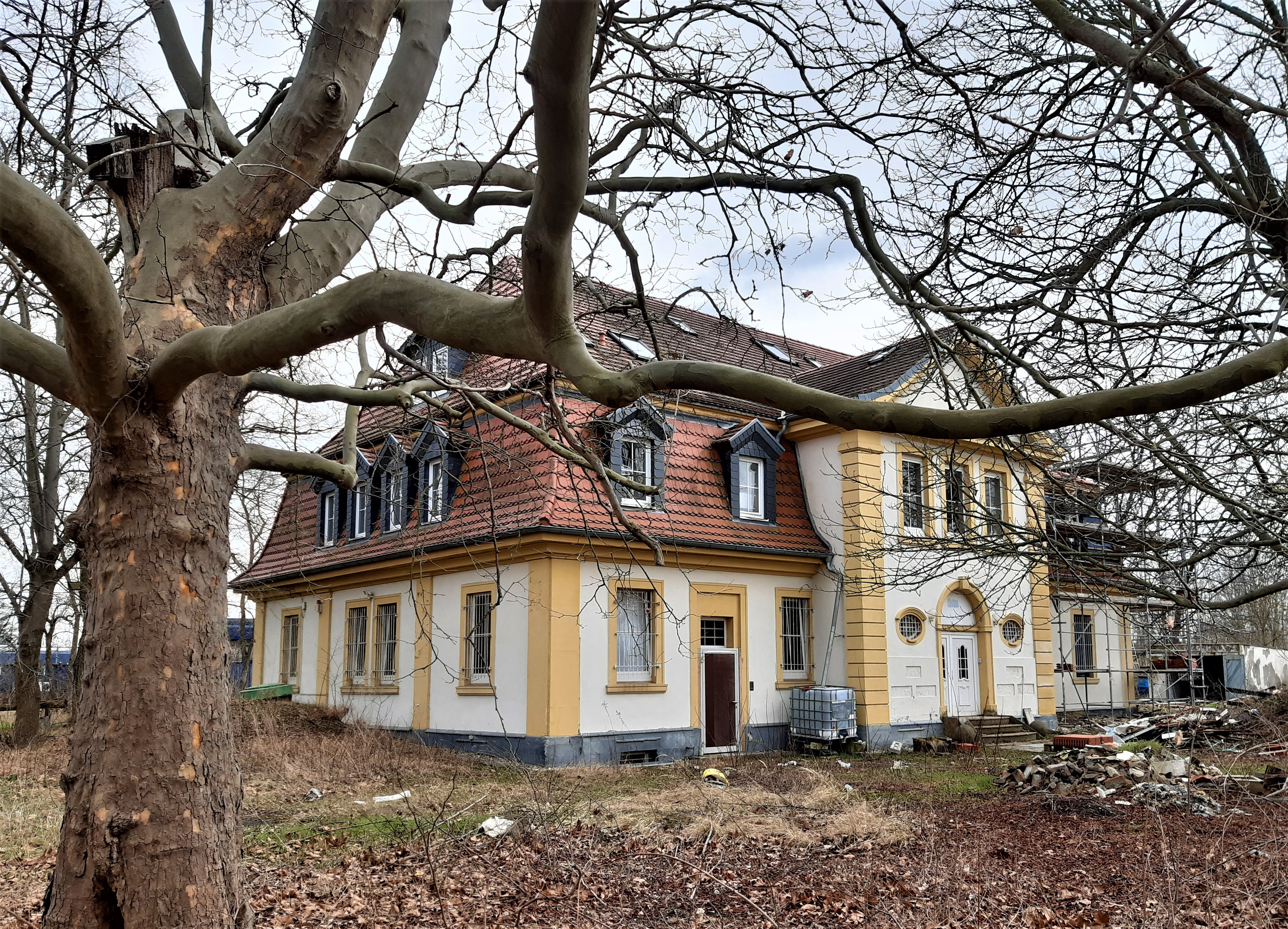
Gochts Villa im März 2021, Eingangsbereich, Nordseite

Nach dem Abitur im Jahre 1888 studierte Hermann Gocht Medizin an den Universitäten Eberhard Karls Universität Tübingen, der Friedrichs-Universität Halle, der Friedrich-Wilhelms-Universität zu Berlin und der Friedrich-Alexander-Universität Erlangen. Seit 1889 war er Angehöriger, später Ehrenmitglied des Corps Borussia Halle. 1912 wurde er auch Mitglied des Corps Guestfalia Greifswald.
Dem Staatsexamen (1894) folgte eine siebenjährige Weiterbildung an der Chirurgischen Universitätsklinik Halle unter Friedrich Gustav von Bramann, am Hygienischen Institut der Universität Greifswald unter Friedrich  Loeffler, am Pathologischen Institut der Universität Greifswald unter Paul Grawitz (1850–1932), in der Chirurgie des Krankenhauses Hamburg-Eppendorf unter Hermann Kümmell und schließlich an der Würzburger Orthopädischen Privatklinik von Albert Hoffa. Dort wurde er Oberarzt. Mit August Blencke, Alfred Schanz und Gustav Drehmann begründete er die Eigenständigkeit und Geltung der deutschen Orthopädie. Im Jahr 1898 erschien das von ihm verfasste erste Lehrbuch der Röntgenuntersuchungen.
1901 gründete er eine eigene Klinik in Halle (Saale), die zu einem Zentrum der deutschen Krüppelfürsorge wurde. Von Heinrich Hoeftman und Schanz angeregt, entstand im selben Jahr die Deutsche Orthopädische Gesellschaft. Schon auf dem 2. Kongress (1903) berichtete Gocht über seine reichen Erfahrungen. Als  Vorsitzender des 11. Kongresses wies er darauf hin, dass „trotz mächtiger Gegenströmung der Lehrstuhl für Orthopädie in Berlin erhalten blieb und neue Lehrstühle in Breslau (Ludloff) und Zürich (Schulthess) errichtet worden seien.“
Seit 1910 Professor, wurde Gocht 1915 als Extraordinarius an die Charité berufen. Er gründete die Orthopädische Abteilung der Charité, von 1915 bis 1924 unterstützt von seinem Schweizer Assistenten, späteren Oberarzt und Stellvertreter Hans Debrunner. 1934 wurde er zum Direktor des von Konrad Biesalski gegründeten Oskar-Helene-Heims ernannt.
Als Herausgeber des Archivs für orthopädische und Unfall-Chirurgie engagierte sich Gocht mit Fritz König für ein Zusammenspiel von Orthopädie/Mechanotherapie und Traumatologie. Die beiden konkurrierenden Fächer wurden erst hundert Jahre später durch die neue Weiterbildungsordnung zusammengelegt. „Aber der als junger Student wehrhaft Gewesene stand auch im reifen Mannesalter und bis zum Ende seiner akademischen Laufbahn die Kämpfe siegreich durch.“ (Wittek). Mit der Ernennung zum Ordinarius (1927) und mit der Wahl zum Dekan (1932–1935) wurde Gochts Leistung und Integrität anerkannt.
1936 musste Gocht seine Abschiedsvorlesung halten, 1937 stellte er alle Ämter krankheitsbedingt zur Verfügung. An der neuen Röntgendiagnostik naturgemäß im höchsten Maße interessiert, war er 1905 Mitbegründer der Deutschen Röntgengesellschaft. Aufgrund mangelnder Strahlenschutzmaßnahmen in den ersten Jahren seiner wissenschaftlichen Arbeit trug Hermann Gocht schwere Hautschädigungen seiner Hände davon. Sie führten schließlich zu einem Strahlenkarzinom, an dem er 1938 starb.
Gocht war mit der Tochter eines Sanitätsrats aus Merseburg verheiratet und lebte bis zu seinem Tod mit seiner Frau Margarete in der heute denkmalgeschützten Gochtschen Villa in Schkopau.

## Soziales Engagement
Auf Gochts Initiative wurden 1909 der Krüppel-Heil- und Bildungsverein Halle-Merseburg und der Krüppel-Fürsorge-Verein in der Provinz Sachsen und 1910 die Krüppel-Heil- und Bildungs-Anstalt in Halle gegründet.

## Ehrungen
- Vorsitzender der deutschen Vereinigung für Krüppelfürsorge (1933)
- Ehrenmitglied der Deutschen Orthopädischen Gesellschaft (1937)
- Ehrenmitglied der Orthopädischen Gesellschaften Englands, Italiens und Schwedens
- Ehrenmitglied der Wiener Röntgengesellschaft

## Schriften
- Lehrbuch der Röntgen-Untersuchung zum Gebrauche für Mediciner. Enke, Stuttgart 1898 (wellcomecollection.org [abgerufen am 19. Juli 2024]).
- Anleitung zur Herstellung orthopädischer Verband-Apparate (1901)
- Handbuch der Röntgenlehre. Zum Gebrauch für Mediziner. 2., umgearbeitete und vermehrte Auflage. Ferdinand Enke, Stuttgart 1903.
- Künstliche Glieder (1907)
- mit H. Petersen: Amputationen und Exartikulationen. Künstliche Glieder (= Deutsche Chirurgie. Lieferung 29a). Ferdinand Enke, Stuttgart 1907.
- Orthopädische Technik. Anleitung zur Herstellung orthopädischer Verband-Apparate. Ferdinand Enke, Stuttgart 1901; Neuausgabe 1917.
- Künstliche Glieder. Ein Beitrag zur mechanischen und orthopädischen Chirurgie. Ferdinand Enke, Stuttgart 1907 (= Sonderausgabe aus Paul von Bruns (Hrsg.): Deutsche Chirurgie. Lieferung 29a); Neuausgabe 1920.
- mit Hans Debrunner: Orthopädische Therapie (Leipzig 1925)
- Neuauflage von Hoffas Lehrbuch
- Handbuch für die Röntgen-Weltliteratur, 15 Bände (1911–1934)